# Beyond Ex-Gay
Beyond Ex-Gay, o bXg, es una comunidad en línea de personas que en algún momento participaron en el movimiento ex gay en un intento de cambiar su orientación sexual para convertirse en heterosexuales, pero que más tarde reconocieron que su orientación sexual era LGBT o, como también suele conocérseles, son ex ex gais. La página fue creada por Christine Bakke y Peterson Toscano, con la ayuda técnica de Steve Boese.
La página incluye historias de personas que pasaron tiempo en el movimiento ex gay, realizaron terapias de reorientación sexual u otras formas de «tratamiento» de ex gais. La página también incluye poesía, obras de arte y artículos de personas ex ex gais. 
Junto con Soulforce, bXg organizó la «Ex-Gay Survivor Conference» en Irvine (California), la primera conferencia de su tipo, que coincidió con la conferencia de Exodus International ocurrida en la misma semana también en Irvine.
El 27 de junio de 2007, organizaron una rueda de prensa en Los Ángeles (California) en la que tres exlíderes de Exodus International lanzaban una disculpa pública sobre su implicación en la realización y promoción de la «terapia» de reorientación sexual ex gay. Los tres exlíderes eran Jermey Marks, de Courage UK, Micheal Bussee, uno de los fundadores de Exodus International, y Darlene Bogle. El 17 de agosto de 2007, bXg y Soulforce anunciaban que tres exlíderes del movimiento ex gay de Australia también se disculpaban públicamente.